# Come on Over (film, 1922)

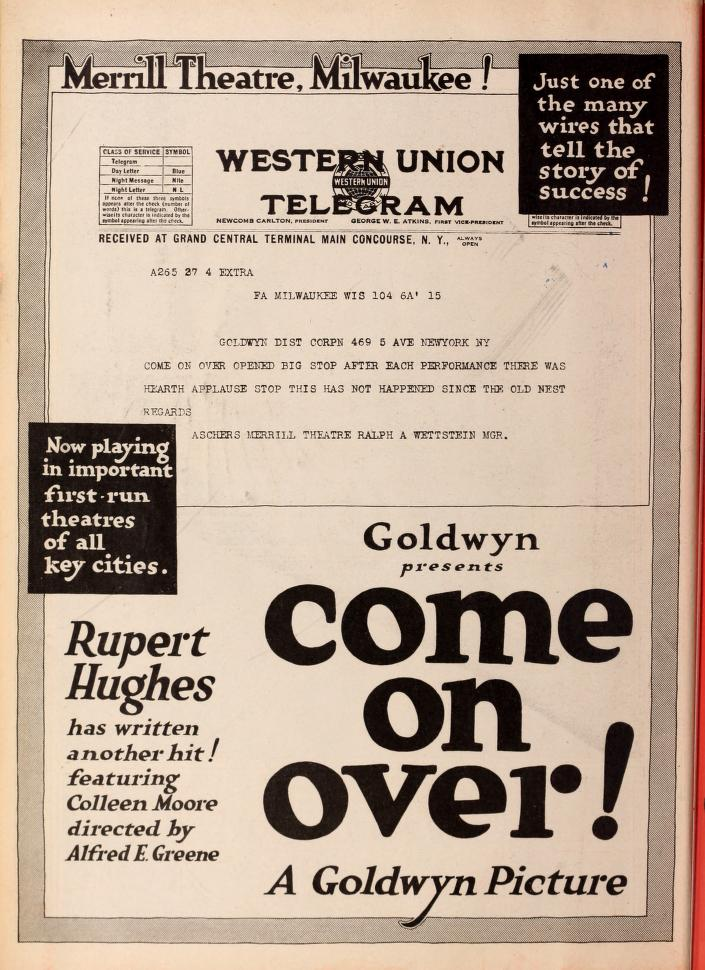
Annonce du film dans Exhibiotrs Herald Magazine.

Pour les articles homonymes, voir Come on Over.
Come on Over est un film américain réalisé par Alfred E. Green et sorti en 1922.

## Fiche technique
- Réalisation : Alfred E. Green
- Scénario : Rupert Hughes
- Production : Goldwyn Pictures Corporation
- Photographie : L. William O'Connel
- Durée : 60 minutes
- Date de sortie : 11 mars 1922

## Distribution
- Colleen Moore : Moyna Killiea
- Ralph Graves : Shane O'Mealia

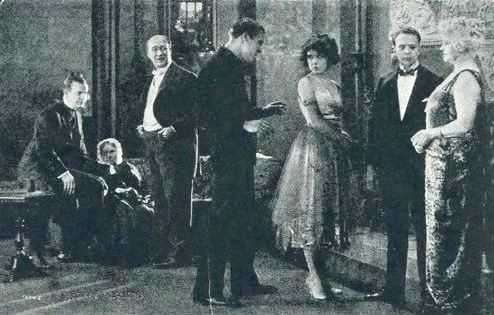
Un scène du film avec Colleen Moore.

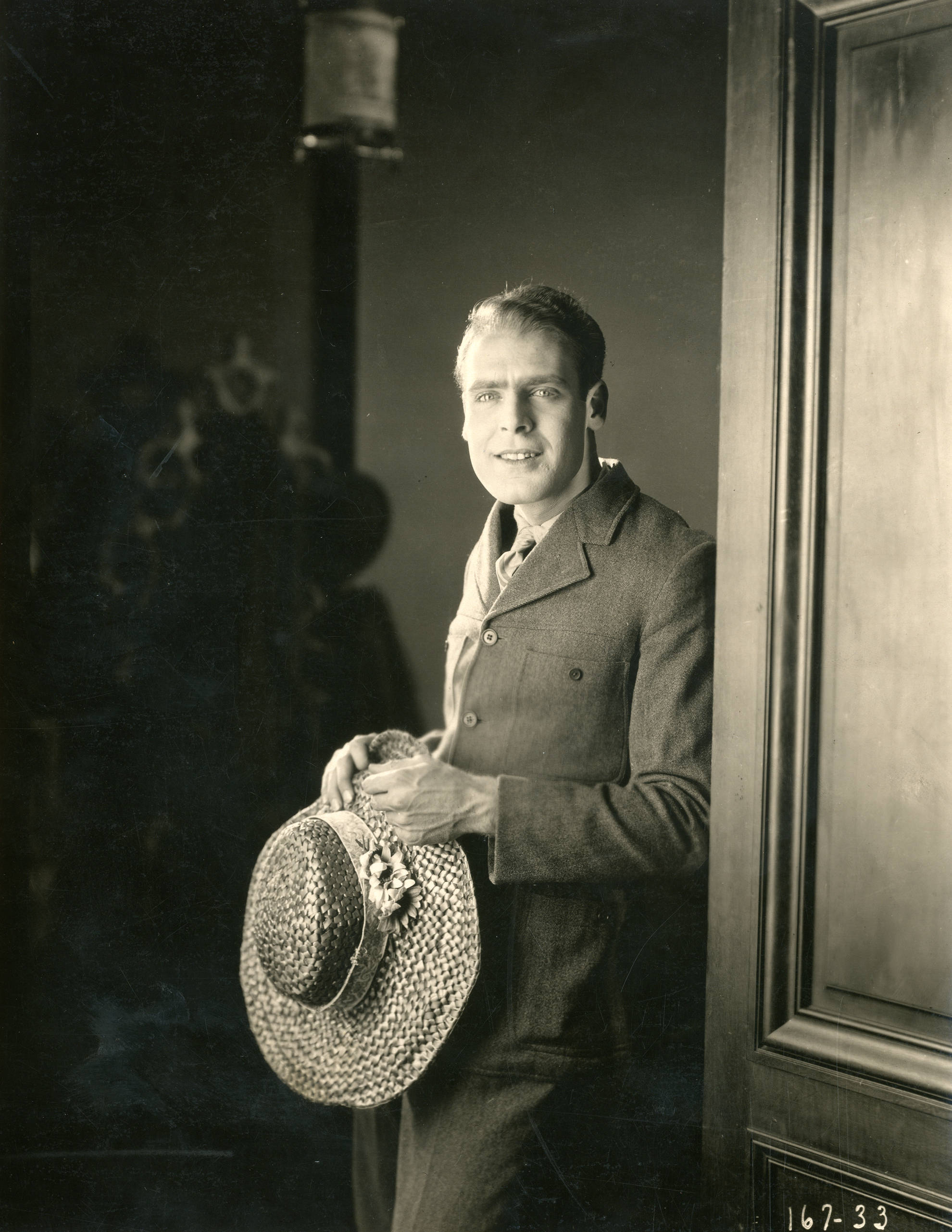
Ralph Graves.

- J. Farrell MacDonald : Michael Morahan
- Kate Price :Delia Morahan
- James A. Marcus : Carmody (as James Marcus)
- Kathleen O'Connor : Judy Dugan
- Florence Drew : Bridget Morahan
- Harold Holland : Myle Morahan
- Mary Warren : Kate Morahan
- Elinor Hancock : Mrs. Van Dusen
- Monte Collins : Dugan